# جام باشگاه‌های تهران ۱۳۷۰
جام باشگاه‌های تهران ۱۳۷۰ یادوارهٔ شهدای ۱۷ شهریور ۱۳۵۷ دوره‌ای از مسابقات جام باشگاه‌های تهران بود که در سال ۱۳۷۰ برگزار شد و با قهرمانی استقلال به پایان رسید. این فصل از بازیها با حضور ۱۶ تیم در یک گروه برگزار شد. این بازیها از اردیبهشت ماه آغاز شد و در اوایل بهمن ماه ۱۳۷۰ به پایان رسید. استقلال در این دوره موفق به کسب ۲۵ امتیاز شد و بازیها را بدون شکست به پایان رساند.

## جدول رده‌بندی
| رتبه | باشگاه      | بازی | برد | مساوی | باخت | گل‌زده | گل‌خورده | امتیاز |
| ---- | ----------- | ---- | --- | ----- | ---- | ----- | ------- | ------ |
| ۱    | استقلال     | ۱۵   | ۱۰  | ۵     | ۰    | ۲۹    | ۸       | ۲۵     |
| ۲    | پیروزی      | ۱۵   | ۱۱  | ۲     | ۲    | ۲۷    | ۹       | ۲۴     |
| ۳    | پاس         | ۱۵   | ۸   | ۶     | ۱    | ۲۸    | ۱۱      | ۲۲     |
| ۴    | کشاورز      | ۱۵   | ۷   | ۵     | ۳    | ۱۷    | ۱۰      | ۱۹     |
| ۵    | آرارات      | ۱۵   | ۶   | ۶     | ۳    | ۱۱    | ۸       | ۱۸     |
| ۶    | بانک تحارت  | ۱۵   | ۶   | ۴     | ۵    | ۲۲    | ۱۸      | ۱۶     |
| ۷    | شاهین       | ۱۵   | ۴   | ۷     | ۴    | ۱۶    | ۱۴      | ۱۵     |
| ۸    | وحدت        | ۱۵   | ۳   | ۷     | ۵    | ۱۲    | ۱۳      | ۱۳     |
| ۹    | گسترش       | ۱۵   | ۴   | ۵     | ۶    | ۹     | ۱۲      | ۱۳     |
| ۱۰   | پورا        | ۱۵   | ۳   | ۶     | ۶    | ۱۳    | ۱۹      | ۱۲     |
| ۱۱   | انتظام      | ۱۵   | ۴   | ۴     | ۷    | ۱۴    | ۲۲      | ۱۲     |
| ۱۲   | بنیاد شهید  | ۱۵   | ۴   | ۳     | ۸    | ۱۳    | ۱۶      | ۱۱     |
| ۱۳   | دارایی      | ۱۵   | ۳   | ۵     | ۷    | ۲۱    | ۲۶      | ۱۱     |
| ۱۴   | نیروی زمینی | ۱۵   | ۳   | ۵     | ۷    | ۸     | ۲۶      | ۱۱     |
| ۱۵   | هما         | ۱۵   | ۲   | ۶     | ۷    | ۸     | ۱۹      | ۱۰     |
| ۱۶   | کشتیرانی    | ۱۵   | ۱   | ۶     | ۸    | ۷     | ۲۴      | ۸      |

منبع

## گلزنان برتر
| # | گلزنان         | تعداد گل | تیم        |
| - | -------------- | -------- | ---------- |
| ۱ | فرشاد پیوس     | ۱۶       | پیروزی     |
| ۲ | محسن گروسی     | ۹        | پاس        |
| ۳ | صمد مرفاوی     | ۸        | استقلال    |
| ۴ | فرشاد صراف یار | ۷        | دارایی     |
| ۵ | بیژن طاهری     | ۶        | بانک تجارت |

منبع